# Tim Myers (calciatore)
Tim Myers (Auckland, 17 settembre 1990) è un calciatore neozelandese, difensore del Three Kings Utd.

## Caratteristiche tecniche
È un difensore centrale.

## Palmarès

### Club

#### Competizioni nazionali
- Campionato neozelandese: 5

Waitakere United: 2007-2008, 2009-2010, 2010-2011, 2011-2012, 2012-2013
- ASB Phoenix Challenge: 1

Waitakere United: 2010
- ASB Charity Cup: 1

Waitakere United: 2012

#### Competizioni internazionali
- OFC Champions League: 2

Waitakere United: 2007, 2007-2008